# Liste der Naturdenkmale im Amt Neubukow-Salzhaff
Die Liste der Naturdenkmale im Amt Neubukow-Salzhaff nennt die Naturdenkmale im Amt Neubukow-Salzhaff im Landkreis Rostock in Mecklenburg-Vorpommern.

## Alt-Bukow
| Bild                          | Nr. | Bezeichnung         | Standort                                   | Beschreibung                                                                                           | Schutzzweck | Verordnung                                                                  |
| ----------------------------- | --- | ------------------- | ------------------------------------------ | --- | ----------- | --------------------------------------------------------------------------- |
| mehr Fotos \| Fotos hochladen |     | großblättrige Linde | Alt-Bukow (53° 59′ 48″ N, 11° 36′ 30,9″ O) | Sommerlinde (auch als großblättrige Linde Tilia platyphyllos bezeichnet) auf dem Friedhof in Alt Bukow |             | Verordnung zur Sicherung von Naturdenkmalen im Landkreis Wismar, 12.02.1938 |

## Am Salzhaff
| Bild | Nr.         | Bezeichnung     | Standort                         | Beschreibung   | Schutzzweck | Verordnung                                                                           |
| ---- | ----------- | --------------- | -------------------------------- | -------------- | ----------- | ------------------------------------------------------------------------------------ |
| BW   | fnd_dbr_026 | Hellbachmündung | (54° 4′ 6,2″ N, 11° 36′ 45,8″ O) | Fläche 9,00 ha |             | Kreistagsbeschluss des Rates des Kreises Bad Doberan Nr. 26/VIII-4/84 vom 14.11.1984 |

## Bastorf
| Bild | Nr. | Bezeichnung   | Standort                                                        | Beschreibung | Schutzzweck | Verordnung                                                                                   |
| ---- | --- | ------------- | --------------------------------------------------------------- | ------------ | ----------- | -------------------------------------------------------------------------------------------- |
| BW   |     | 1 von 2 Eiben | Bastorf (54° 7′ 36,5″ N, 11° 41′ 40,9″ O)                       |              |             | Beschluss Nr. 26/VIII - 4./84 des Kreistages Bad Doberan, 14.11.1984                         |
| BW   |     | 1 von 2 Eiben | Bastorf (54° 7′ 36,7″ N, 11° 41′ 41,2″ O)                       |              |             | Beschluss Nr. 26/VIII - 4./84 des Kreistages Bad Doberan, 14.11.1984                         |
| BW   |     | Hülsen        | Bastorf (54° 7′ 36,8″ N, 11° 41′ 41,5″ O)                       |              |             | Beschluss Nr. 26/VIII - 4./84 des Kreistages Bad Doberan, 14.11.1984                         |
| BW   |     | Ilex          | Bastorf, Kühlungsborner Str. 16 (54° 7′ 57,4″ N, 11° 42′ 41″ O) |              |             | 6. Nachtragsverordnung zur Sicherung von Naturdenkmalen im Kreise Rostock - Land, 01.07.1942 |
| BW   |     | Eiche         | Kägsdorf (54° 8′ 16,1″ N, 11° 40′ 37,4″ O)                      |              |             | 6. Nachtragsverordnung zur Sicherung von Naturdenkmalen im Kreise Rostock - Land, 01.07.1942 |
| BW   |     | Ginkgo        | Kägsdorf (54° 8′ 18,6″ N, 11° 40′ 35,3″ O)                      |              |             | Beschluss Nr. 26/VIII - 4./84 des Kreistages Bad Doberan, 14.11.1984                         |
| BW   |     | fnd_dbr_009   | Hohen Niendorf (54° 6′ 48,6″ N, 11° 42′ 16,6″ O)                |              |             | Fläche 5,40 ha                                                                               |
| BW   |     | fnd_dbr_010   | Hohen Niendorf (54° 6′ 38,9″ N, 11° 42′ 38,9″ O)                |              |             | Fläche 3,00 ha                                                                               |

## Biendorf
| Bild                          | Nr. | Bezeichnung           | Standort                                              | Beschreibung | Schutzzweck | Verordnung                                                                  |
| ----------------------------- | --- | --------------------- | ----------------------------------------------------- | --- | ----------- | --------------------------------------------------------------------------- |
| BW                            |     | Linde                 | Biendorf Friedhof (54° 4′ 29,4″ N, 11° 41′ 54,4″ O)   | |             | Verordnung zur Sicherung von Naturdenkmalen im Landkreis Wismar, 12.02.1938 |
| BW                            |     | Sommerlinde           | Biendorf Friedhof (54° 4′ 29,3″ N, 11° 41′ 55,3″ O)   | |             | Verordnung zur Sicherung von Naturdenkmalen im Landkreis Wismar, 12.02.1938 |
| BW                            |     | Stieleiche            | Biendorf Lindenstraße (54° 4′ 30,8″ N, 11° 41′ 56″ O) | |             | Verordnung zur Sicherung von Naturdenkmalen im Landkreis Wismar, 12.02.1938 |
| mehr Fotos \| Fotos hochladen |     | Winterlindenbaumreihe | Lehnenhof (54° 2′ 18,4″ N, 11° 42′ 36″ O)             | Baumreihe von Winterlinden (Tilia cordata) südlich bei Lehnenhof (Biendorf); von ursprünglich etwa 10–11 Bäumen sind 8 noch vital erhalten. |             | Beschluss Nr. 26/VIII - 4./84 des Kreistages Bad Doberan, 14.11.1984        |
| mehr Fotos \| Fotos hochladen |     | Stieleiche            | Westenbrügge (54° 2′ 45,4″ N, 11° 43′ 14,9″ O)        | westliche Stieleiche (Quercus robur) am Hellbach (westlich Westenbrügge); freistehend in der Wiesenaue einer Hellbachbiegung, südlich des Bachlaufs gelegen, sehr guter vitaler Zustand                                                                           |             | Beschluss Nr. 26/VIII - 4./84 des Kreistages Bad Doberan, 14.11.1984        |
| mehr Fotos \| Fotos hochladen |     | Stieleiche            | Westenbrügge (54° 2′ 43,8″ N, 11° 43′ 37,8″ O)        | östliche Stieleiche (Quercus robur) am Hellbach (westlich Westenbrügge); leicht schräg am Südufer stehend, untere Äste abgestorben, ansonsten vital, weitere besondere aber jüngere Eichen entlang des Bachlaufs                                                  |             | Beschluss Nr. 26/VIII - 4./84 des Kreistages Bad Doberan, 14.11.1984        |
| mehr Fotos \| Fotos hochladen |     | Stieleiche            | Westenbrügge (54° 2′ 40,5″ N, 11° 43′ 34,8″ O)        | westliche Stieleiche (Quercus robur) westlich Westenbrügge, am verlängerten Kirchsteig (Verbindungsstraße zwischen Westenbrügge und Lehnenhof); sehr vitaler Zustand, direkt an der Straße stehend mit kurzen Hauptstamm und dann 3 Nebenstämen                   |             | Beschluss Nr. 26/VIII - 4./84 des Kreistages Bad Doberan, 14.11.1984        |
| mehr Fotos \| Fotos hochladen |     | Stieleiche            | Westenbrügge (54° 2′ 37,9″ N, 11° 43′ 42,5″ O)        | östliche Stieleiche (Quercus robur) westlich Westenbrügge, am verlängerten Kirchsteig (Verbindungsstraße zwischen Westenbrügge und Lehnenhof); vitaler Zustand, Hauptstamm leicht schräg direkt neben Weg stehend; südlicher Hauptast auf etwa 2,5 m weggebrochen |             | Beschluss Nr. 26/VIII - 4./84 des Kreistages Bad Doberan, 14.11.1984        |
| mehr Fotos \| Fotos hochladen |     | Stieleiche            | Westenbrügge (54° 2′ 7,6″ N, 11° 44′ 2,7″ O)          | Stieleiche (Quercus robur) südlich Westenbrügge, am Waldrand westlich neben Straße nach Uhlenbrook, starker Stammschrägstand, untere Äste entfernt, aber vitaler Zustand                                                                                          |             | Beschluss Nr. 26/VIII - 4./84 des Kreistages Bad Doberan, 14.11.1984        |

## Carinerland
| Bild | Nr.         | Bezeichnung                                  | Standort                                                     | Beschreibung   | Schutzzweck | Verordnung                                                                           |
| ---- | ----------- | -------------------------------------------- | ------------------------------------------------------------ | -------------- | ----------- | ------------------------------------------------------------------------------------ |
| BW   |             | Silberlinde                                  | Alt Karin, Kastanienallee (54° 0′ 18,3″ N, 11° 46′ 26,9″ O)  |                |             | Beschluss Nr. 26/VIII - 4./84 des Kreistages Bad Doberan, 14.11.1984                 |
| BW   |             | Stieleiche                                   | Garvensdorf Panzower Bach (53° 58′ 46,3″ N, 11° 40′ 37,5″ O) |                |             | Beschluss Nr. 26/VIII - 4./84 des Kreistages Bad Doberan, 14.11.1984                 |
| BW   |             | Hellbach-Schlucht mit Baum- und Buschbestand | Kirch Mulsow (53° 57′ 19″ N, 11° 42′ 35,1″ O)                |                |             | 4. Nachtragsverordnung zur Sicherung von Naturdenkmalen im Kreise Wismar, 19.06.1939 |
| BW   | fnd_dbr_016 | Damsberg                                     | (53° 59′ 21,3″ N, 11° 45′ 38,5″ O)                           | Fläche 3,00 ha |             | Kreistagsbeschluss des Rates des Kreises Bad Doberan Nr. 26/VIII-4/84 vom 14.11.1984 |
| BW   | fnd_dbr_017 | Redbruch                                     | (54° 1′ 6,3″ N, 11° 44′ 30″ O)                               | Fläche 9,00 ha |             | Kreistagsbeschluss des Rates des Kreises Bad Doberan Nr. 26/VIII-4/84 vom 14.11.1984 |
| BW   | fnd_dbr_018 | Feldhecke                                    | (53° 57′ 30,3″ N, 11° 44′ 42,8″ O)                           | NSG            |             | Kreistagsbeschluss des Rates des Kreises Bad Doberan Nr. 26/VIII-4/84 vom 14.11.1984 |
| BW   | fnd_dbr_019 | Krohnswisch                                  | (53° 57′ 46,3″ N, 11° 43′ 56,2″ O)                           | Fläche 1,00 ha |             |                                                                                      |
| BW   | fnd_dbr_020 | Garvensdorfer Moor                           | (53° 58′ 4,3″ N, 11° 40′ 4,7″ O)                             | Fläche 3,00 ha |             | Kreistagsbeschluss des Rates des Kreises Bad Doberan Nr. 26/VIII-4/84 vom 14.11.1984 |

## Rerik
| Bild            | Nr.         | Bezeichnung                                                    | Standort                                      | Beschreibung   | Schutzzweck | Verordnung                                                                               |
| --------------- | ----------- | -------------------------------------------------------------- | --------------------------------------------- | -------------- | ----------- | ---------------------------------------------------------------------------------------- |
| BW              |             | 2 Baumgruppen aus Ilex, Ahorn, Schleedorn, Weiß- und Kreuzdorn | Meschendorf (54° 8′ 28,1″ N, 11° 39′ 49,2″ O) |                |             | Verordnung zur Sicherung von Naturdenkmalen im Kreise Rostock, 28.01.1939                |
| BW              |             | Findling                                                       | Neu-Garz (54° 7′ 41,2″ N, 11° 38′ 29,4″ O)    |                |             | 3. Nachtragsverordnung zur Sicherung von Naturdenkmalen ... im Kreise Wismar, 04.01.1939 |
| BW              |             | Findling                                                       | Neu-Garz (54° 7′ 32,2″ N, 11° 38′ 13,7″ O)    |                |             | 3. Nachtragsverordnung zur Sicherung von Naturdenkmalen ... im Kreise Wismar, 04.01.1939 |
| BW              |             | Findling                                                       | Neu-Garz (54° 7′ 20,6″ N, 11° 37′ 55,2″ O)    |                |             | 3. Nachtragsverordnung zur Sicherung von Naturdenkmalen ... im Kreise Wismar, 04.01.1939 |
| BW              |             | Spaltstein                                                     | Neu-Garz (54° 7′ 16,3″ N, 11° 37′ 49,1″ O)    |                |             | 3. Nachtragsverordnung zur Sicherung von Naturdenkmalen ... im Kreise Wismar, 04.01.1939 |
| Fotos hochladen |             | Doppelstein                                                    | Neu-Garz (54° 7′ 14,9″ N, 11° 37′ 46,9″ O)    |                |             | 3. Nachtragsverordnung zur Sicherung von Naturdenkmalen ... im Kreise Wismar, 04.01.1939 |
| BW              |             | Runder Stein                                                   | Neu-Garz (54° 7′ 11,3″ N, 11° 37′ 44″ O)      |                |             | 3. Nachtragsverordnung zur Sicherung von Naturdenkmalen ... im Kreise Wismar, 04.01.1939 |
| BW              |             | Findling                                                       | Neu-Garz (54° 7′ 9,5″ N, 11° 37′ 41,9″ O)     |                |             | 3. Nachtragsverordnung zur Sicherung von Naturdenkmalen ... im Kreise Wismar, 04.01.1939 |
| Fotos hochladen |             | Elefantenstein                                                 | Neu-Garz (54° 6′ 45,5″ N, 11° 37′ 10,6″ O)    |                |             | 3. Nachtragsverordnung zur Sicherung von Naturdenkmalen ... im Kreise Wismar, 04.01.1939 |
| BW              | fnd_dbr_002 | Laubfroschteich Rerik                                          | (54° 5′ 53,3″ N, 11° 37′ 7,8″ O)              | Fläche 0,30 ha |             | Kreistagsbeschluss des Rates des Kreises Bad Doberan Nr. 26/VIII-4/84 vom 14.11.1984     |